# Mike Liut
Michael "Mike" Dennis Liut (* 7. ledna 1956 v Weston, Toronto, Ontario) je bývalý kanadský hokejový brankář.

## Hráčská kariéra
Univerzitní ligu načal v roce 1973 za tamní univerzitu Bowling Green State. V posledním roce působení v univerzitní lize CCHA se podařilo s týmem vyhrát soutěž, později byl zvolen hráčem roku. V roce 1976 byl nejprve draftován konkurenční ligou WHA, vybrán byl týmem New England Whalers v pátém kole z 50. místa. O měsíc později byl draftován NHL v pátém kole celkově z 56. místa týmem St. Louis Blues. Tým New England Whalers přenesl práva na brankáře do týmu Cincinnati Stingers výměnou za Grega Carrolla a Bryana Maxwella. Na podzimu roku 1977 se připojil k týmu Cincinnati Stingers, ve kterém trávil dva roky. Po rozpuštění ligy WHA využil svých práv k týmu St. Louis Blues. V týmu se stal okamžitě brankářskou jedničkou, ve svých prvních dvou ročnících vychytal 65 vítězství. Za skvělé výkony byl v roce 1981 povolán ke Kanadské reprezentaci, v soutěži o Kanadský pohár byl jedničkou Kanady. Po sezoně 1980/81 byl nominován na trofeje Lester B. Pearson Award a Hart Memorial Trophy. Ze dvou trofejí vyhrál Lester B. Pearson Award, za jedním hlasem za ním zaostal jeden z nejlepších hokejistů všech dob Wayne Gretzky. Nakonec byl zvolen do prvního All-Star týmů a zahrál si v All-Star Game. Následující ročník nebyl zas tak úspěšný, v únoru 1985 byl převezen do nemocnice. 21. února 1985 do klubu Hartford Whalers za hráče Marka Johnsona a Grega Millena. V sezoně 1986/87 byl nejúspěšnějším brankářem co se týče ve vychytaných čistých kont. Sezonu 1988/89 se musel vypořádat s různými zranění, na jeho místo byl poslán čekatel Peter Sidorkiewicz. 6. března 1990 byl vyměněn do Washington Capitals za Yvona Corriveaua. V týmu plnil roli náhradního brankáře. V roce 1992 utrpěl zranění páteře, což následovalo k jeho ukončení kariéry.

## Trenérská kariéra
Od roku 1995 do roku 1998 byl asistent trenéra pro hokejové družstvo z Univerzity Michigan.

## Ocenění a úspěchy
- 1975 CCHA – První All-Star Tým
- 1976 CCHA – Druhý All-Star Tým
- 1977 CCHA – První All-Star Tým
- 1977 CCHA – Hráč roku
- 1980 NHL – Nejvíc vychytaných výher
- 1981 NHL – All-Star Game (vyhlášen nejužitečnějším hráčem)
- 1981 NHL – První All-Star Tým
- 1981 NHL – Lester B. Pearson Award
- 1987 NHL – Druhý All-Star Tým
- 1987 NHL – Nejvíce čistých nul
- 1990 NHL – Nejvíce čistých nul

## Rekordy

### Cincinnati Stingers
- celkový počet odchytaných vítězství: 31 (s tímto rekordem se dělí s Michel Dion)

### Hartford Whalers
- celkový počet odchytaných vítězství: 115
- celkový počet čistých kont: 13

### St. Louis Blues
- počet proher: 29 (1983-84)
- počet inkasovaných branek: 250 (1981-82)
- celkový počet odchytaných zápasů: 347
- celkový počet odchytaných vítězství: 151
- celkový počet odchytaných proher: 133
- celkový počet remíz/proher v prodloužení: 52
- celkový počet obdržených branek: 1194
- celkový počet střel soupeřů: 10359
- celkový počet zákroků: 9165
- celkový počet minut: 19973

## Zajímavosti
Ze všech brankářů, kteří chytali ve WHA, byl v roce 1992 poslední aktivním brankářem.

## Prvenství
- Debut v NHL – 23. října 1979 (Boston Bruins proti St. Louis Blues)

## Statistiky

### Základní části
| Sezona        | Tým                            | Liga          | Z   | V   | P   | R  | MIN    | OG   | ČK | POG  | %ChS |
| ------------- | ------------------------------ | ------------- | --- | --- | --- | -- | ------ | ---- | -- | ---- | ---- |
| 1973–74       | Univerzita Bowling Green State | CCHA          | 24  | 10  | 12  | 0  | 1272   | 88   | 1  | 4.15 | 87.0 |
| 1974–75       | Univerzita Bowling Green State | CCHA          | 20  | 12  | 6   | 1  | 1174   | 78   | 0  | 3.99 | 88.2 |
| 1975–76       | Univerzita Bowling Green State | CCHA          | 21  | 13  | 5   | 0  | 1171   | 50   | 0  | 2.56 | 90.5 |
| 1976–77       | Bowling Green State University | CCHA          | 24  | 18  | 4   | 0  | 1346   | 61   | 2  | 2.72 | —    |
| 1977–78       | Cincinnati Stingers            | WHA           | 27  | 8   | 12  | 0  | 1215   | 86   | 0  | 4.25 | 87.0 |
| 1978–79       | Cincinnati Stingers            | WHA           | 54  | 23  | 27  | 4  | 3181   | 184  | 3  | 3.47 | 88.2 |
| 1979–80       | St. Louis Blues                | NHL           | 54  | 32  | 23  | 9  | 3661   | 194  | 2  | 3.18 | 89.6 |
| 1980–81       | St. Louis Blues                | NHL           | 61  | 33  | 14  | 13 | 3570   | 199  | 1  | 3.34 | 89.2 |
| 1981–82       | St. Louis Blues                | NHL           | 64  | 28  | 28  | 7  | 3691   | 250  | 2  | 4.06 | 87.6 |
| 1982–83       | St. Louis Blues                | NHL           | 68  | 21  | 27  | 13 | 3794   | 235  | 1  | 3.72 | 87.8 |
| 1983–84       | St. Louis Blues                | NHL           | 58  | 25  | 29  | 4  | 3425   | 197  | 3  | 3.45 | 88.4 |
| 1984–85       | St. Louis Blues                | NHL           | 32  | 12  | 12  | 6  | 1869   | 119  | 1  | 3.82 | 88.0 |
| 1984–85       | Hartford Whalers               | NHL           | 12  | 4   | 7   | 1  | 731    | 36   | 1  | 2.95 | 91.4 |
| 1985–86       | Hartford Whalers               | NHL           | 57  | 27  | 23  | 4  | 3282   | 198  | 2  | 3.62 | 87.4 |
| 1986–87       | Hartford Whalers               | NHL           | 59  | 31  | 22  | 5  | 3476   | 187  | 4  | 3.23 | 88.5 |
| 1987–88       | Hartford Whalers               | NHL           | 60  | 25  | 28  | 5  | 3532   | 187  | 2  | 3.18 | 88.4 |
| 1988–89       | Hartford Whalers               | NHL           | 35  | 13  | 19  | 1  | 2006   | 142  | 1  | 4.25 | 86.1 |
| 1989–90       | Hartford Whalers               | NHL           | 29  | 15  | 12  | 1  | 1683   | 74   | 3  | 2.64 | 90.1 |
| 1989–90       | Washington Capitals            | NHL           | 8   | 4   | 4   | 0  | 478    | 17   | 1  | 2.13 | 92.2 |
| 1990–91       | Washington Capitals            | NHL           | 35  | 13  | 16  | 3  | 1834   | 114  | 0  | 3.73 | 88.5 |
| 1991–92       | Washington Capitals            | NHL           | 21  | 10  | 7   | 2  | 1123   | 70   | 1  | 3.74 | 87.5 |
| Celkem ve WHA | Celkem ve WHA                  | Celkem ve WHA | 81  | 31  | 39  | 4  | 4396   | 270  | 3  | 3.69 | 87.8 |
| Celkem v NHL  | Celkem v NHL                   | Celkem v NHL  | 664 | 294 | 271 | 74 | 38,209 | 2221 | 25 | 3.49 | 88.3 |

### Playoff
| Sezona       | Tým                 | Liga         | Z  | V  | P  | MIN  | OG  | ČK | POG  | %ChS |
| ------------ | ------------------- | ------------ | -- | -- | -- | ---- | --- | -- | ---- | ---- |
| 1978–79      | Cincinnati Stingers | WHA          | 3  | 1  | 2  | 179  | 10  | 0  | 3.35 | —    |
| 1979–80      | St. Louis Blues     | NHL          | 3  | 0  | 3  | 193  | 12  | 0  | 3.73 | 89.1 |
| 1980–81      | St. Louis Blues     | NHL          | 11 | 5  | 6  | 685  | 50  | 0  | 4.38 | 85.7 |
| 1981–82      | St. Louis Blues     | NHL          | 10 | 5  | 3  | 494  | 27  | 0  | 3.28 | 89.5 |
| 1982–83      | St. Louis Blues     | NHL          | 4  | 1  | 3  | 240  | 15  | 0  | 3.75 | 89.9 |
| 1983–84      | St. Louis Blues     | NHL          | 11 | 6  | 5  | 714  | 29  | 1  | 2.44 | 92.0 |
| 1985–86      | Hartford Whalers    | NHL          | 8  | 5  | 2  | 441  | 14  | 1  | 1.90 | 93.8 |
| 1986–87      | Hartford Whalers    | NHL          | 6  | 2  | 4  | 332  | 25  | 0  | 4.52 | 84.3 |
| 1987–88      | Hartford Whalers    | NHL          | 3  | 1  | 1  | 159  | 11  | 0  | 4.16 | 86.6 |
| 1989–90      | Washington Capitals | NHL          | 9  | 4  | 4  | 507  | 28  | 0  | 3.31 | 87.4 |
| 1990–91      | Washington Capitals | NHL          | 2  | 0  | 1  | 48   | 4   | 0  | 4.98 | 86.7 |
| Celkem v NHL | Celkem v NHL        | Celkem v NHL | 67 | 29 | 32 | 3813 | 215 | 2  | 3.38 | 89.0 |

### Reprezentace
| Rok                       | Tým                       | Soutěž                    | Z | V | P | R | MIN | OG | ČK | POG  | %ChS |
| ------------------------- | ------------------------- | ------------------------- | - | - | - | - | --- | -- | -- | ---- | ---- |
| 1981                      | Kanada                    | KP                        | 6 | 4 | 1 | 1 | 360 | 19 | 1  | 3.17 | 86.7 |
| Seniorská kariéra celkově | Seniorská kariéra celkově | Seniorská kariéra celkově | 6 | 4 | 1 | 1 | 360 | 19 | 1  | 3.17 | 86.7 |

Legenda
- Z - Odehrané zápasy (Zápasy)
- V - Počet vyhraných zápasů (Vítězství)
- P - Počet prohraných zápasů (Porážky)
- R - Počet remíz (Remízy)
- MIN - Počet odchytaných minut (Minuty)
- OG - Počet obdržených branek (Obdržené góly)
- ČK - Počet vychytaných čistých kont (Čistá konta)
- POG - Průměr obdržených branek (Průměr obdržených gólů)
- G - Počet vstřelených branek (Góly)
- A - Počet přihrávek na branku (Asistence)
- %CHS - % chycených střel (% chycených střel)